# 北京守望教会
北京守望教会（ペキンしゅもんきょうかい、中国語: 北京守望教会、英語: Beijing Shouwang Church）は、中華人民共和国北京市に位置する中規模から大規模の家庭教会（ハウスチャーチ）であり、プロテスタントに属する。元主任牧師は金天明である。
主に教会メンバーの自宅や借用した会議室で礼拝を行っており、その他に40の聖書研究グループ、聖歌隊、聖書学校などの活動も行っている。教会のメンバーの多くは中産階級または知識層であり、教授、医師、博士、弁護士、学生、さらには共産党員も含まれている。

## 歴史
この教会は、清華大学の学士課程を卒業した金天明により1993年に創設された。創設当初は10人のメンバーから始まり、2011年6月には信徒数が1000人に達した。
1993年の創設時には、金天明夫妻が自宅で礼拝を導いた。1994年には清華大学西門付近に移転し、1997年には海淀黄庄付近の地下室を借りて急速に発展。数百人規模のクリスマス音楽会などを開催した。
2002年、金天明が正式に牧師として任職され、教会はフェローシップを通じて拡大した。2003年には最初のガバナンスモデル（教会規則の原型）を策定し、最初の長老2名を選出。2005年には12〜13の団契を有し、主日礼拝の出席者は300人に達した。
2005年、教会は宗教法人として政府に登録申請を決定し、《私たちが登録する理由》という声明を発表。同年、《キリスト教北京守望教会章程》を制定し、会堂の建設計画も立ち上げた。同年12月には、北京市海淀区の宗教および公安部門による初めての干渉を受けた。
2006年には「守望」の名称と信仰契約が制定され、事業部門が統一された。海淀区民族宗教僑務弁公室に設立申請を提出したが、「牧師が法的に登録された宗教団体によって認定されていない」「専任職員がいない」などの理由で却下され、三自愛国教会との接触を勧められた。その後、教会は行政再審を申請したが、却下された。
2007年には第二期長老選挙が完了し、ガバナンス委員会が発足。教会誌『杏花』が創刊され、祈祷会や通信も開始。国家宗教事務局に登録申請書を提出したが、返答はなかった。
2008年、全教会の団契統合が完了し、新しい教会規律が実施された。金牧師は初めて建堂ビジョンを提示し、「建堂準備委員会」が発足。5月11日、オリンピック前の治安強化に伴い、宗教・公安当局が主日礼拝を妨害した。11月には「北京守望教会建堂方案（草案）」が策定され、ガバナンス委員会に提出された。
2009年、教会は約1500平米、総額2700万元の不動産を購入契約したが、政府の介入により売主が契約を破棄し、建堂は停止状態に陥った。
2010年、新たな教会章程が実施され、長老・牧師・執事の選挙が行われた。建堂も進まず、国慶節前に政府の圧力で会場の契約が解除され、11月1日に海淀公園で初の屋外礼拝を実施。その後、複数の会場を移転しながら礼拝を継続。
2011年、政府の圧力により屋内礼拝場所の確保が困難になり、教会は再び屋外礼拝を選択。4月10日の礼拝では169人が警察に拘束された。その後も教会は声明を発表し、他教会や信徒からの祈祷と支持を受けた。5月13日には20教会の牧師が全人代に請願書を提出した。同年10月までに28回の屋外礼拝が実施され、指導者は自宅軟禁状態となった。複数のメディアや団体が教会を報道・支援した。
2011年以降も、守望教会は信仰活動を継続。2022年8月時点で600回以上の屋外礼拝を実施し、教会メンバーは再び家庭での集会に戻っている。

## 論争
守望教会が政府の宗教管理制度外での礼拝活動、特に屋外礼拝を続けていることは、大きな論争を引き起こしている。多くのキリスト教徒や団体、報道機関は、これを信仰の自由を守る正義の行動とみなしている。
一方で、中国政府は守望教会の宗教活動を「違法集会」と見なしており、特に屋外礼拝を政治化の試みと捉えている。国営メディア『環球時報』は社説で、守望教会が自らを政治化することを避けるべきだと主張した。また、中国基督教三自愛国運動委員会の副主席である徐暁鴻は、守望教会の行動を「外国勢力に頼る行為」として厳しく非難し、悪影響を及ぼしたと述べている。
これに対し、北京守望教会側は、政府が教会を違法と宣言したことはなく、教会活動は中国の現行法に違反していないと主張している。屋外礼拝も政治的意図ではなく、政府の圧力により屋内会場が確保できなくなったためのやむを得ない選択であると説明している。

## 政府への登録
北京守望教会は、三自愛国教会の枠外で初めて、政府の宗教当局に登録を試みた中・大規模な都市家庭教会である。
守望教会は、登録の試みを「神の導き」とし、より広い社会的活動空間を確保することで、神の証しとなり、社会的責任を果たすことを目的としていた。
『中国家庭教会史』の著者である王怡牧師は、守望教会の登録試みを、21世紀初頭における都市型新興家庭教会の興隆を象徴する出来事と評価している。これは中国政府の宗教制度に対する新たな挑戦であり、守望教会の登録失敗とその後の弾圧は、現行制度の堅固さを浮き彫りにするとともに、家庭教会が今後も合法性のない状態で信仰を堅持し、キリストのように苦難を受け、十字架の道を歩む覚悟が求められていることを示唆している。

## 関連文献
- 問題提起から解決への試み：守望教会事件と中国の政教関係についての一考察（楊鳳崗、基督教時報）アーカイブ 2018年7月10日 - ウェイバックマシン